# أنخيل توريس (رجل أعمال)
أنخيل توريس سانشيز (من مواليد 7 مايو 1952)  هو رجل أعمال إسباني، مالك نادي خيتافي منذ عام 2002.

## سيرته
ولد في ريكاس، مقاطعة توليدو، وفقد توريس والده في حادث مروري عندما كان عمره 14 عامًا، وأصبح يتيمًا في سن 18 عامًا. انتقل إلى خيتافي في منطقة مدريد وعمل ميكانيكيًا. في شركة كلفينيتور، وهي شركة تصنيع ثلاجات، فقد وظيفته أثناء إضرابه كعضو في لجان العمال، كما تم فصله من مصنع في فوينلابرادا تضامناً مع موظف آخر تم إنهاء خدمته.
في ثمانينيات القرن العشرين، ازدهرت أعمال توريس في مجال البناء خلال فترة ازدهار توسع مدن الركاب في مدريد. قام ببيع حصصه في هذه الصناعة من أجل شراء الحانات وقاعات البنغو والنوادي الليلية في إحدى تلك المدن، خيتافي. في عام 2002، أقنعه رئيس بلدية المدينة، بيدرو كاسترو فاسكيز، بشراء نادي كرة القدم خيتافي.
بعد احتلاله المركز الثاني في دوري الدرجة الثانية 2003-2004، حقق نادي خيتافي الترقية إلى الدوري الإسباني لأول مرة، وبحلول موسم 2023-2024 كان قد أمضى موسمًا واحدًا فقط في دوري الدرجة الثانية، في موسم 2016-2017. وصل الفريق إلى نهائي كأس ملك إسبانيا في عامي 2007 و2008، وفي أول ظهور أوروبي له في كأس الاتحاد الأوروبي 2007-2008، خسر بقاعدة الأهداف خارج الأرض في الثواني الأخيرة أمام بايرن ميونيخ بعد التعادل 4-4. أشار توريس إلى أن رئيس بايرن ميونيخ فرانز بيكنباور "سيتذكر طيلة حياته مكان خيتافي". في أبريل 2011، انتشرت أنباء على نطاق واسع تفيد بأن توريس باع نادي خيتافي إلى مجموعة الإمارات الملكية، التي أعلنت مثل هذه الأخبار. وأوضح أنه زار الشركة في دبي، ولكن فقط من أجل الحصول على الرعاية.
في ديسمبر 2004، اقترح توريس أن يلعب فريقه بالوجه الأسود كبادرة مناهضة للعنصرية، بعد أن أساء بعض مشجعي ناديه عنصريًا إلى لاعب نادي برشلونة لكرة القدم صامويل إيتو.